# Philip A. Herfort
Philip Adolph Herfort (Berlín, 28 de noviembre de 1851-Brooklyn, Nueva York, 24 de marzo de 1921) fue un violinista, violista y dirigente de orquesta alemán.

## Primeros años y educación
Nació en Berlín, Prussia (actual Alemania), el 28 de noviembre de 1851, de padres judíos, Adolph (Aron) Herfort (1818-1900) y Clara Maass (1830-1907). Herfort estudió música bajo el violinista húngaro y compositor Joseph Joachim en la Real Academia de Música (Königlich Akademischen Hochschule für ausübende Tonkunst) en Berlín, ahora parte de la Universidad de las Artes de Berlín.

## Carrera
A la edad de 24, Herfort salió de Alemania en el SS Donau, llegando al puerto de Nueva York el 5 de agosto de 1876. Poco después, actuó en la orquesta de Theodore Thomas, tocando solos de violín en la Exposición Universal de Filadelfia. Por el año que viene, Herfort se instaló en Nueva York, donde se casó con una inmigrante alemana, Antonie Theodore Johanne Lupprian, el 15 de diciembre de 1877, con quien tuvo cuatro hijos: Sophie, Paul, Walter, y Gunther.[cita requerida]
Más tarde, Herfort fue primer violín y viola de la Sociedad Filarmónica de Nueva York (ahora la Orquesta Filarmónica de Nueva York) y la Sociedad de la Orquesta Sinfónica de Nueva York. Por muchos años, era el dirigente de orquesta  de la Ópera Metropolitana. Era también el director del vaudeville teatro Sala de Música de Koster y Bial y el Long Beach Hotel, en su principio y en la altura de su popularidad. Era el director musical anterior para E. H. Sothern y Sarah Bernhardt Producciones, y era un miembro del Aschenbrödel Verein, una sociedad musical. Además, Herfort era un miembro del Cuarteto de Cuerda del Venth-Kronold, fundado y dirigido por el músico Carl Venth, en qué Herfort tocó viola.
A la edad de 69, Philip Herfort murió el 24 de marzo de 1921, en Brooklyn, Nueva York, y está enterrado en Cementerio de Green-Wood. Su sobrino era el historiador notado Richard G. Salomon.